# Scotia (toponim)
Scotia, toponim na latinskom jeziku izveden od riječi Scoti, latinskog imena za Gele, prvi put posvjedočeno u kasnom 3. stoljeću.). Od 9. stoljeća, značenje je postupno se poicalo ako da je došlo na značenje samo dijela Britanije sjeverno od Forthskog fjorda (eng. Firth of Forth, ško.gel.  Linne Foirthe): Kraljevstvo Škotska. Do kasnog srednjeg vijeka postao je fiksni naziv na latinskom za ono što se na engleskom jeziku zove Škotskom. Rimljani su oko 500. riječju Scotia nazivali Irsku. Riječ Scoti (ili Scotti) prvi su rabili Rimljani. Nalazi se u tekstovima na latinskom iz 4. stoljeća gdje opisuju irsku skupinu koja je upadala u rimsku Britaniju.
Ime Škotske izvedeno je od latinske Scotia, plemenskog imena Scoti koje se primjenjivalo na sve Gele.

## Vanjske poveznice
- A history of Romans in Scotland (eng.)